# 리스 로
리스 로(영어: Ris Low, 중국어: 刘依敏 류이민[*], 1990년 5월 28일~)는 싱가포르의 모델이다. 2009년 7월 31일에 열린 미스 싱가포르 월드 2009에서 우승을 차지했으나 2009년 9월 29일에 신용카드 사기 사건이 드러나면서 사퇴했다. 그는 나중에 싱가포르 경영개발연구소에서 보건과학, 접대, 간호학 학위를 받았다.
로는 2009년에 미국 CNN 방송국이 선정한 아시아에서 가장 영향력 있는 25인 또는 그룹 가운데 한 사람이다. 그는 세이프 섹스(안전한 성관계)에 대한 인식을 높이기 위해 싱가포르의 콘돔 회사에 의해 대변인으로 임명되었다.

## 미스 싱가포르 월드

### 우승
리스 로는 미스 싱가포르 월드 2009에 참가하여 2009년 7월 31일에 열린 미스 싱가포르 월드 대회에서 우승을 차지했다. 그는 왕관을 차지한 것 이외에도 미스 커뮤니티 앰배서더 드레스, 미스 뤼미에르 앰배서더 드레스, 미스 디즐링 아이즈, 미스 포토제닉, 미스 크라우닝 글로리, 미스 캣워크 베스트 칭호를 받았다.
로는 영어 실력으로 인하여 주변 사람들의 비판을 받아왔다. 미스 월드 대회의 싱가포르 프랜차이즈를 주최한 법인인 ERM 월드 마케팅은 로의 우승을 옹호했다. 한 관계자는 로가 대회 내내 훌륭한 연기를 펼쳤고 8개의 특별상을 수상했다고 말했다. 대표는 "로의 일회성 패션 인터뷰는 대중들로 하여금 그녀가 영어를 잘 못한다고 믿게 만들었다. 로는 결선에서 완벽하게 영어를 잘했고 좋은 답을 얻었다. 또한 11명의 심사위원들에게 그녀가 충분히 우승할 수 있다는 인상을 심어주기 위해 매우 좋은 연기를 했다."고 주장했다.

### 신용카드 사기 사건
2009년 9월 25일에 싱가포르의 언론인 리스 로가 2009년 5월에 열린 재판에서 신용카드 사기 혐의로 유죄 판결을 받았고 보호 관찰 2년형을 선고받은 사실을 보도했다. 그는 2009년 미스 싱가포르 월드 타이틀을 획득하기 이전에 병원에 입원한 환자들로부터 8,000 싱가포르 달러를 훔치고 속옷·휴대 전화·보석 등을 구입하여 신용카드 사용자들의 신분을 사칭한 5가지 혐의를 받았다. 로는 자신이 저지른 범죄 사실을 인정할 필요가 있다는 것을 몰랐다고 주장했고 대회가 끝난 지 2개월 만에 계약을 맺어야 했을 때에 가서야 선언했다. 그 이유가 로가 다른 곳으로 여행을 해야 할 경우에 법적인 문제가 발생할 수 있고 그가 받은 미스 싱가포르 월드 직함이 취소될 수도 있기 때문이다. ERM 월드 마케팅은 리스 로가 왕관을 지킬 것인지 묻는 질문에 "싱가포르 사람들은 리스 로에게 비용을 지불하지 않았다."고 말한 것으로 알려졌지만 이 문제에 대한 언급을 피했다.

### 사퇴
로는 처음에 자신이 받은 미스 싱가포르 월드 직함을 포기하라는 요구를 거부했다가 2009년 9월 29일에 자발적으로 사퇴했다. 그는 직함 반납이 모두에게 더 좋을 것이고 왕관을 포기하는 것이 그녀가 할 수 있는 최선의 선택이라고 느꼈다. ERM은 남아프리카 공화국에서 열린 2009년 미스 월드에서 싱가포르를 대표할 새로운 대표를 인터뷰할 것이라고 밝혔고 준우승을 차지한 필라르 아를란두를 새로 임명했다.

## 미인 대회 이후의 행적

### 비즈니스 벤처
2009년 12월에 19세였던 리스 로는 싱가포르를 위한 새로운 3 대 1 미인 대회의 후원자를 찾기 시작했다. 그는 2010년 중반에 제안된 행사를 위한 세부 사항을 설명하면서 쇼핑몰과 행사 주최자와 같은 잠재적인 후원자들에게 이메일 메시지를 보내기 시작했다. 그는 미스 싱가포르, 미스터 싱가포르, 그리고 미세스 싱가포르에서 우승을 차지한 3명이 같은 행사에서 왕관을 차지할 것이라고 밝혔다.

### 라디오 DJ
2010년 3월 29일부터 3월 31일까지 싱가포르의 지역 라디오 방송국인 987FM은 로가 샨 앤 로즈 쇼에서 DJ로 출연할 것이라고 발표했다. 그러나 프로그램이 진행되는 동안에 로의 서투른 영어 실력, 라디오 방송국의 결정에 대한 거센 항의가 빗발쳤다. 결국 방송국은 버거킹의 싱가포르 법인이 새로 출시한 햄버거 브랜드인 앵그리 와퍼를 홍보하는 만우절 농담이었다고 발표했다.

### 배우
로는 2014년에 개봉된 슬래셔 영화 《저스티스 데블》에 출연했다. 이 영화는 2012년에 촬영했다.

## 사생활

### 조울증
리스 로는 2009년 9월 26일에 《더 스트레이츠 타임스》와의 전화 인터뷰에서 자신이 조울증을 앓고 있다고 밝혔다. 그는 《선데이 타임스》와 가진 후속 인터뷰에서 자신의 잘못과 거리를 두기 위해 건강 검진을 받으라는 변호사의 제안을 들은 다음에 자신의 조울증을 공식적으로 진단받았다고 밝혔는데 약물 치료와 정신과 방문을 필요로 한다고 말했다. 로는 어렸을 때부터 훔치고 싶은 충동이 있었고 프라이머리 원에서 포켓몬스터 카드를 한 번 훔쳤다고 밝혔다. 그러한 행동은 "당신이 무언가를 했고 그것을 모면했다는 것"이라는 성취감을 주었다. 로의 어머니는 장난감이 늘어나는 것을 알아차리고 로에게 10까지 세고 충동에 직면했을 때 떠나라고 가르쳤을 때 문제를 발견했다.

### 추행 사건
로는 2010년 3월 17일에 낯선 사람이 로의 튜브톱을 끌어내리고 가슴을 더듬었다고 주장했다. 비록 그가 경찰에 신고했지만 이 사건은 네티즌들에 의해 의심을 받았고 많은 사람들은 그것이 홍보용이라고 믿었다.